# Collegio uninominale Sardegna - 06
Il collegio elettorale uninominale Sardegna - 06 è stato un collegio elettorale uninominale della Repubblica Italiana per l'elezione della Camera tra il 2017 ed il 2022.

## Territorio
Come previsto dalla legge elettorale italiana del 2017, il collegio era stato definito tramite decreto legislativo all'interno della circoscrizione Sardegna.
Era formato dal territorio di 116 comuni: Albagiara, Ales, Allai, Arborea, Arbus, Armungia, Assolo, Asuni, Ballao, Baradili, Baratili San Pietro, Baressa, Barrali, Barumini, Bauladu, Bonarcado, Busachi, Cabras, Castiadas, Collinas, Cuglieri, Curcuris, Decimoputzu, Donori, Fordongianus, Furtei, Genuri, Gesico, Gesturi, Goni, Gonnoscodina, Gonnosfanadiga, Gonnosnò, Gonnostramatza, Guamaggiore, Guasila, Guspini, Las Plassas, Lunamatrona, Mandas, Marrubiu, Masullas, Milis, Mogorella, Mogoro, Morgongiori, Muravera, Narbolia, Nurachi, Nureci, Ollastra, Oristano, Ortacesus, Pabillonis, Palmas Arborea, Pau, Pauli Arbarei, Pimentel, Pompu, Riola Sardo, Ruinas, Samassi, Samatzai, Samugheo, San Basilio, San Gavino Monreale, San Nicolò d'Arcidano, San Nicolò Gerrei, San Vero Milis, San Vito, Sanluri, Santa Giusta, Sant'Andrea Frius, Sardara, Segariu, Selegas, Seneghe, Senis, Sennariolo, Senorbì, Serramanna, Serrenti, Setzu, Siamaggiore, Siamanna, Siapiccia, Siddi, Silius, Simala, Simaxis, Sini, Siris, Siurgus Donigala, Solarussa, Suelli, Terralba, Tramatza, Tresnuraghes, Tuili, Turri, Uras, Usellus, Ussaramanna, Vallermosa, Villa Sant'Antonio, Villa Verde, Villacidro, Villamar, Villanova Truschedu, Villanovaforru, Villanovafranca, Villaputzu, Villasalto, Villaurbana, Zeddiani e Zerfaliu.
Il collegio era quindi compreso tra la provincia di Oristano e la provincia del Sud Sardegna.
Il collegio era parte del collegio plurinominale Sardegna - 01.

## Eletti
| Elezione | Elezione | Deputato        | Partito               |
| -------- | -------- | --------------- | --------------------- |
|          | 2018     | Luciano Cadeddu | Movimento 5 Stelle    |
|          | 2022     | Luciano Cadeddu | Insieme per il futuro |

## Dati elettorali

### XVIII legislatura
Come previsto dalla legge elettorale, 232 deputati erano eletti con sistema a maggioranza relativa in altrettanti collegi uninominali a turno unico.
| Candidati              | Candidati                 | Voti    | %     | Liste                    | Voti    | %     |
| ---------------------- | ------------------------- | ------- | ----- | ------------------------ | ------- | ----- |
|                        | Luciano Cadeddu ✔️ Eletto | 62 483  | 42,32 | Movimento 5 Stelle       | 62 483  | 42,32 |
|                        | Gianni Lampis             | 46 986  | 31,82 | Forza Italia             | 20 799  | 14,09 |
| Lega                   | Gianni Lampis             | 46 986  | 31,82 | 16 940                   | 11,47   |       |
| Fratelli d'Italia      | Gianni Lampis             | 46 986  | 31,82 | 6 929                    | 4,69    |       |
| Noi con l'Italia - UDC | Gianni Lampis             | 46 986  | 31,82 | 2 318                    | 1,57    |       |
|                        | Antonio Solinas           | 25 153  | 17,04 | Partito Democratico      | 22 114  | 14,98 |
| +Europa                | Antonio Solinas           | 25 153  | 17,04 | 2 069                    | 1,40    |       |
| Italia Europa Insieme  | Antonio Solinas           | 25 153  | 17,04 | 529                      | 0,36    |       |
| Civica Popolare        | Antonio Solinas           | 25 153  | 17,04 | 441                      | 0,30    |       |
|                        | Giuseppe Garau            | 4 064   | 2,75  | Liberi e Uguali          | 4 064   | 2,75  |
|                        | Gianfranco Sollai         | 3 667   | 2,48  | Autodeterminatzione      | 3 667   | 2,48  |
|                        | Michela Onnis             | 1 303   | 0,88  | Potere al Popolo!        | 1 303   | 0,88  |
|                        | Marina Fierini            | 1 056   | 0,72  | Partito Comunista        | 1 056   | 0,72  |
|                        | Barbara Figus             | 990     | 0,67  | Il Popolo della Famiglia | 990     | 0,67  |
|                        | Diana Agus                | 986     | 0,67  | CasaPound                | 986     | 0,67  |
|                        | Pier Paolo Tuveri         | 960     | 0,65  | Partito Valore Umano     | 960     | 0,65  |
| Totale                 | Totale                    | 147 648 | 100   |                          | 147 648 | 100   |
|                        |                           |         |       |                          |         |       |
| Voti non validi        | Voti non validi           | 5 293   | 3,46  |                          |         |       |
| Votanti                | Votanti                   | 152 941 | 65,28 |                          |         |       |
| Elettori               | Elettori                  | 234 299 |       |                          |         |       |